# Langues raja ampat
Les langues raja ampat sont un groupe de 10 langues malayo-polynésiennes parlées dans l'archipel indonésien des îles Raja Ampat, d'après lesquelles ces langues ont été nommées. Il s'agit des langues suivantes :
- L'as;
- Le biga;
- Le gebe;
- Le kawe;
- Le legenyem;
- Le maden;
- Le matbat (en);
- Le ma'ya;
- Le waigeo et
- Le wauyai.